# Presidente del Vertice euro
Il presidente del Vertice euro assicura la preparazione e la continuità dei vertici dei capi di Stato e di governo della zona euro. Questa funzione è stata creata in seno al quadro istituzionale dell'Unione europea nel 2011. Il presidente è eletto dai capi di Stato e di governo degli Stati membri dell'area dell'euro contemporaneamente al presidente del Consiglio europeo, per un mandato della stessa durata (due anni e mezzo). Non va confuso con il presidente dell'Eurogruppo, che presiede le riunioni mensili dei ministri delle finanze degli Stati membri dell'area euro.
Quando la carica è stata creata il belga Herman Van Rompuy, presidente del Consiglio europeo, è stato nominato per ricoprire questo ruolo fino all'elezione del primo presidente. Il 1º marzo 2012 egli stesso fu formalmente eletto come primo presidente. La carica è attualmente occupata da António Costa, presidente del Consiglio europeo dal 1º dicembre 2024.

## Nomina
L'articolo 12, comma 1, paragrafo 2 del Trattato sulla stabilità, coordinamento e governance nell'unione economica e monetaria stabilisce quanto segue: "Il presidente del Vertice euro è nominato a maggioranza semplice dai capi di Stato o di governo delle parti contraenti la cui moneta è l'euro al momento dell'elezione del presidente del Consiglio europeo e per un mandato di identica durata [cioè due anni e mezzo]".

## Funzione
Il ruolo del presidente del Vertice euro è garantire la preparazione e la continuità dei vertici della zona euro in collaborazione con il presidente della Commissione europea. Tuttavia, l'organo responsabile della preparazione dei vertici della zona euro è l'Eurogruppo. Infine, tra le sue funzioni, il presidente del Vertice euro deve in particolare informare gli Stati membri che non fanno parte della zona euro nonché il Parlamento europeo dei preparativi e dei risultati dei vertici.

## Storia
Il primo presidente del Vertice euro è stato nominato il 1º marzo 2012 nella persona di Herman Van Rompuy. In precedenza, la funzione era già stata svolta da questi in qualità di Presidente del Consiglio europeo. Tuttavia, nonostante siano due incarichi differenti, le due posizioni sono rimaste occupate dalla stessa persona.
Il 30 agosto 2014, durante la riunione del Consiglio europeo tenutasi a Bruxelles, Donald Tusk è stato nominato presidente di quest'istituzione. Si è insediato il 1º dicembre 2014, e allo stesso tempo è diventato il secondo presidente del Vertice euro. La nomina per questo incarico di un cittadino di un paese, la Polonia, che non fa parte della zona euro sembrava rappresentare un problema, che però venne superato dal momento che la funzione si poteva considerare come personale e non assunta in veste di rappresentante del paese d'appartenenza. La nomina di un presidente polacco fu invece vista come una forma per placare le preoccupazioni degli Stati non membri dell'area euro ma destinati ad entrarvi negli anni seguenti e come un impegno per un migliore coordinamento tra Stati membri e non membri. Tuttavia, questa estraneità del presidente è stata citata, insieme alla combinazione della funzione con la presidenza del Consiglio europeo, come un'aggravante del problema di mancanza di visibilità istituzionale della zona euro.

## Elenco
| Nº | Presidente (Nascita–Morte) | Presidente (Nascita–Morte) | Presidente (Nascita–Morte) | Nazione    | Partito    | Mandato                                           | Mandato          | Mandato     |
| Nº | Presidente (Nascita–Morte) | Presidente (Nascita–Morte) | Presidente (Nascita–Morte) | Nazione    | Partito    | Inizio                                            | Fine             | Durata      |
| -- | -------------------------- | -------------------------- | -------------------------- | ---------- | ---------- | ------------------------------------------------- | ---------------- | ----------- |
| 1  |                            |                            | Herman Van Rompuy (1947– ) | Belgio     | PPE (CD&V) | 8 novembre 2011 (de facto) 1º marzo 2012 (eletto) | 1º dicembre 2014 | 1119 giorni |
| 2  |                            |                            | Donald Tusk (1957– )       | Polonia    | PPE (PO)   | 1º dicembre 2014                                  | 1º dicembre 2019 | 1826 giorni |
| 3  |                            |                            | Charles Michel (1975– )    | Belgio     | ALDE (MR)  | 1º dicembre 2019                                  | 1º dicembre 2024 | 1827 giorni |
| 4  |                            |                            | António Costa (1961– )     | Portogallo | PSE (PS)   | 1º dicembre 2024                                  | in carica        | 107 giorni  |